# Centro da Unidade
Centro da Unidade (deutsch Zentrum der Einheit) ist eine Aldeia in der osttimoresischen Landeshauptstadt Dili. Die Aldeia bildet den Norden des Sucos Caicoli (Verwaltungsamt Vera Cruz) und entspricht im Territorium grob dem Stadtteil Caicoli. In der Aldeia leben 598 Menschen (2015).

## Lage

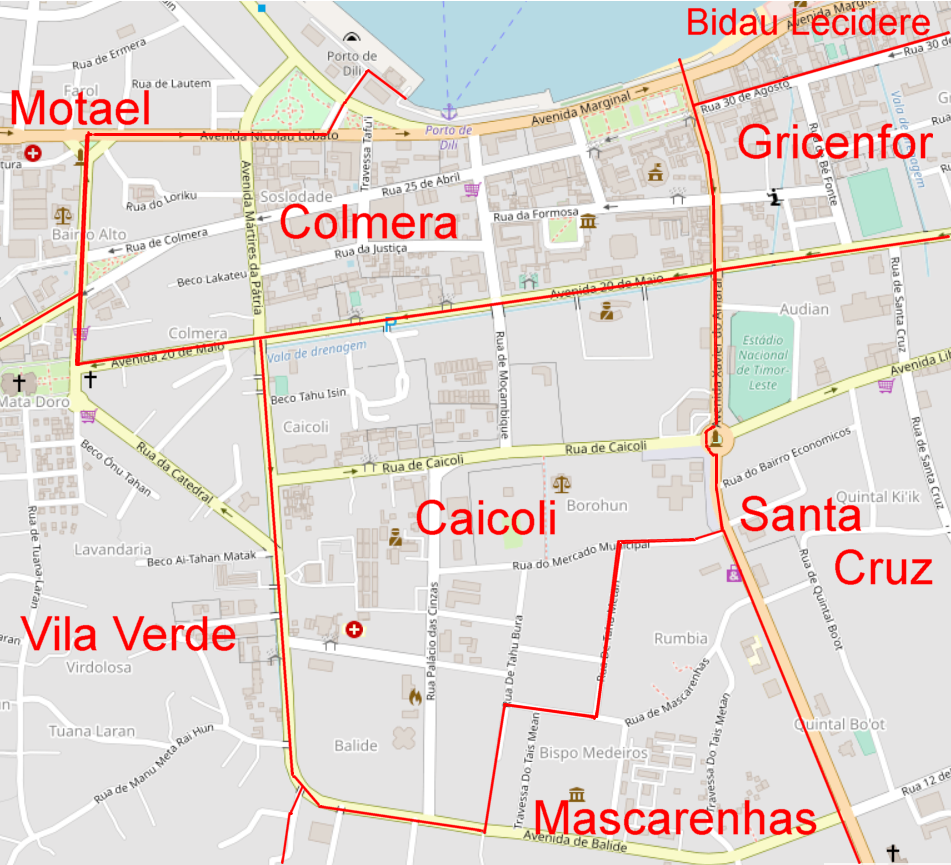
Straßenkarte der Sucos Caicoli und Colmera

Die Westgrenze zum Suco Vila Verde bildet die Avenida Mártires da Pátria (ehemals Av. Mouzinho de Albuquerque), im Norden liegt jenseits der Avenida 20 de Maio (ehemals Rua Jacinto Cândido) der Suco Colmera und östlich der Avenida Xavier do Amaral der Suco Santa Cruz. Südlich der Rua de Caicoli schließen sich die ebenfalls zum Suco Caicoli gehörenden Aldeias Tahu Laran und De 12 Divino an.

## Einrichtungen
Im Westen befinden sich das Sozialministerium, die Direcção-Geral de Estatística (DGE), die Zentrale der Electricidade de Timor-Leste (EDTL), die Autoridade Nacional para Água e Saneamento (ANAS) und das Denkmal von Caicoli, zu Gedenken der bei den Unruhen 2006 umgekommenen Polizisten.
Östlich der Rua de Moçambique liegen das nationale Hauptquartier der Nationalpolizei (PNTL) und das Ministerium für Transport und Kommunikation.

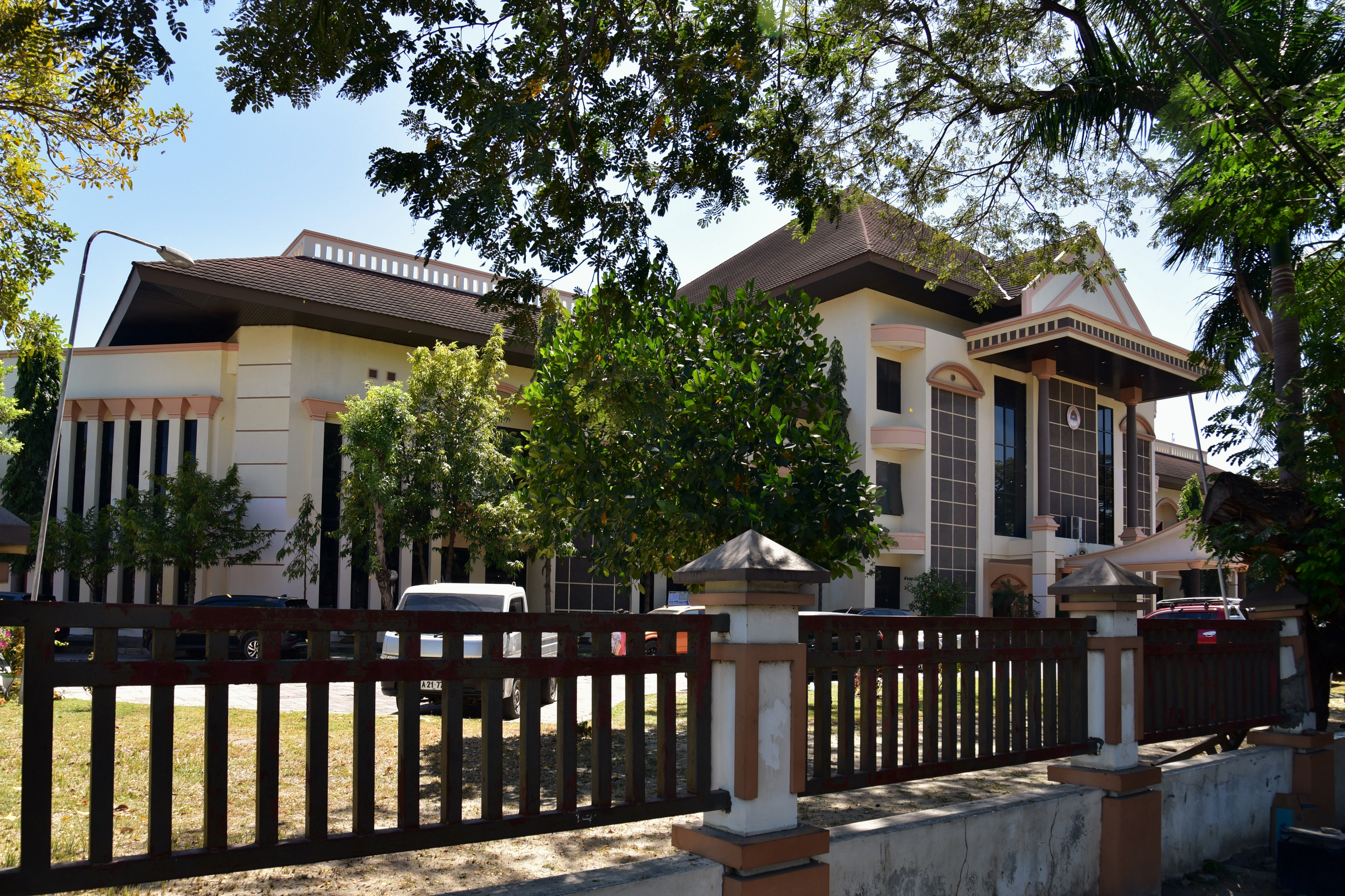
Sozialministerium
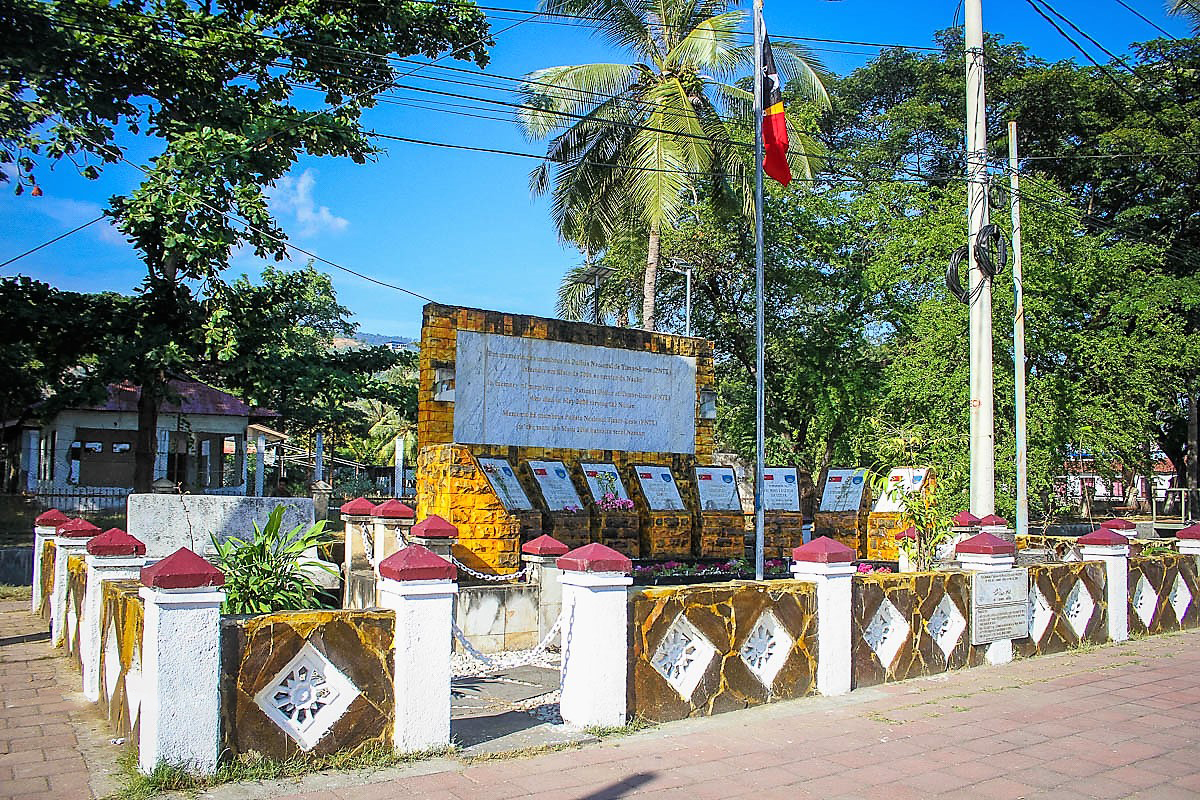
Denkmal von Caicoli